# Alois Cejka
Alois Cejka (* 5. September 1886 in Augsburg; † 21. August 1947 in Bamberg) war ein deutscher Verwaltungsjurist, Bezirksoberamtmann und Ministerialdirektor im Reichsluftfahrtministerium.

## Leben
Nach dem Abitur am Luitpold-Gymnasium München studierte Alois Cejka Rechtswissenschaften an der Ludwig-Maximilians-Universität München (Mitglied der Studentenverbindung Gothia) und der Friedrich-Alexander-Universität Erlangen-Nürnberg. Nach der ersten juristischen Staatsprüfung schloss sich der dreijährige Vorbereitungsdienst (Referendariat) an, der ihn zum Amtsgericht München I und Landgericht München I, zum Bezirksamt München und Stadtmagistrat München führte. 1913 folgte in München das Große juristische Staatsexamen. Im Jahr darauf erhielt er als juristischer Hilfsarbeiter eine Anstellung beim Stadtrentamt München II und im August des Jahres als Akzessist in der Kammern der Finanzen bei der Regierung der Oberpfalz. Cejka war von 1915 bis 1918 Kriegsfreiwilliger (Kompanie-, Ordonnanzoffizier und Bataillonsadjutant im bayerischen Fußartillerie-Bataillon 18) und zuletzt Leutnant der Reserve.
Nach dem Krieg wurde er Assessor beim Bezirksamt Naila und als stellvertretender Direktor der Ausstellung Deutsche Gewerbeschau München abgeordnet. Am 9. Februar 1923, nach Beendigung dieser Tätigkeit, wurde er Regierungsrat im Staatsministerium für Handel und Gewerbe und für die Zeit vom 1. Juli 1924 bis zum Jahresende 1925 erneut abgeordnet als Direktor der Deutschen Verkehrsausstellung 1925. 1926 wechselte er in das Staatsministerium des Äußern. Dort blieb er bis zu seinem Wechsel am 1. November 1931 als Leiter (Bezirksoberamtmann) des Bezirksamtes Neumarkt/Oberpfalz. 
Zum 1. Mai 1933 trat er in die NSDAP ein (Mitgliedsnummer 2.531.863). Am 16. Mai 1933 folgte der Wechsel in die Bayerische Staatskanzlei, wo er als Oberregierungsrat eingesetzt war. Zum 4. April 1934 wurde er kommissarisch mit der Leitung der Abteilung IV beim Luftkreiskommando V beauftragt und am 1. Juni 1934 zum Luftkreis-Intendanten (Oberst-Intendant) im Rang eines Ministerialrats ernannt. 1936 wurde er zum Reichsluftfahrtministerium kommandiert, wo er Abteilungschef (Ministerialdirigent) der Abteilung I im Luftwaffenverwaltungsamt des Ministeriums wurde. Am 1. Februar 1939 stieg er beim Generalluftzeugmeister zum Amtsgruppenchef GLF (Technische Wirtschaft und Haushalt) auf, wo er am 1. April 1940 zum Ministerialdirektor ernannt wurde. 
Im Mai 1945 wurde er seiner Ämter enthoben und bis 1947 interniert. Im Entnazifizierungsverfahren wurde er u. a. von Karl Max von Hellingrath unterstützt. Am 6. Juli 1948 wurde das Verfahren formell eingestellt.

### Vorsitz und Mitgliedschaften in Aufsichtsräten
- 1937 – 1945 Vorsitzender des Beirats der Firma Luftkontor GmbH Berlin (später Bank der Deutschen Luftfahrt)
- 1937 – 1939 Vorsitzender des Aufsichtsrats der Deutsche Luftfahrt- und Handels AG Berlin
- 1937 – 1942 Mitglied des Aufsichtsrats der Firma Gramag Grafenstader Maschinenbau GmbH in Straßburg-Grafenstade
- 1937 – 1945 Mitglied des Aufsichtsrats der Firma Junkers Flugzeug- und Motorenwerke AG Dessau
- 1939 – 1945 Vorsitzender des Aufsichtsrats der Flugzeugwerke Letov AG in Prag
- 1939 – 1945 Vorsitzender des Beirats der Gesellschaft für Luftfahrtbedarf
- 1939 – 1945 Vorsitzender des Beirats der Firma C. A. Steinheil & Söhne GmbH, Optische Werke München
- 1939 – 1945 Vorsitzender des Beirats der Firma Luftfahrtanlagen GmbH Berlin
- 1939 – 1945 Aufsichtsratsmitglied bei der Deutschen Lufthansa
- 1939 – 1945 Mitglied des Beirats der Arado Flugzeugwerke GmbH Babelsberg
- 1940 – 1941 Vorsitzender des Beirats der Firma Kurbelwellenwerk GmbH Reinbek
- 1940 – 1945 Mitglied des Aufsichtsrats der Firma Nordische Aluminiumwerke AG Oslo/Berlin
- 1941 – 1943 Mitglied des Beirats der Flugzeugmotorenwerke Ostmark GmbH Wien
- 1941 – 1943 Mitglied des Beirats der Firma Vereinigte Flugmotorenreparaturwerke GmbH Leipzig
- 1942 – 1945 Vorsitzender des Beirats der Firma Metallwerk Obergrafendorf GmbH Wiener-Neustadt
- 1942 – 1945 Mitglied des Aufsichtsrats der Reichsflughafengesellschaft mbH Berlin
- 1943 – 1945 Vorsitzender des Aufsichtsrats und des Verwaltungsrats der Firma VDA Luftverkehrswerke AG Frankfurt

### Sonstiges
Bei einem Geburtstagsfest des Industriellen Günther Quandt führte Cejka – Staatssekretär Erhard Milch blieb der Feier fern – die Fest-Gesandtschaft einer Gruppe hochrangiger Beamten aus dem Reichsluftfahrtministerium an.